# Hussein Taher al-Sabee
Hussein Taher al-Sabee (né le 14 novembre 1979 à Dhahran) est un athlète saoudien, spécialiste du saut en longueur.

## Carrière

### Débuts
Hussein Taher al-Sabee débute l'athlétisme à l'âge de 13 ans au club du Al Khaleej Saihat, sur les conseils de son frère Tawfik. Débutant par plusieurs disciplines individuelles variées, il se dirige vers les épreuves combinées puis le saut en longueur, à la demande du directeur du club, l'ancien prince héritier d’Arabie saoudite, Nayef ben Abdelaziz Al Saoud.
En 1996, à l'âge de 17 ans, il établit un record national junior du saut en longueur avec 7,25 m. L'année suivante, il porte son record à 7,73 m en qualifications des championnats panarabes puis remporte la finale en franchissant pour la première fois la barrière des 8 mètres, avec 8,01 m. Toutefois, le vent trop élevé ne permet pas d'homologuer la performance.
En avril 1998, la perte de son passeport par l'ambassade l'empêche de participer aux championnats du monde juniors d'Annecy. En fin d'année, il se blesse à l'occasion d'un match de football avec des amis et doit s'éloigner des pistes durant plusieurs mois.
C'est en avril 1999 que al-Sabee réalise son premier saut validé au-delà des 8 mètres, à l'occasion du meeting de Doha (6e place). Début août, il remporte les Jeux panarabes de 1999 (7,93 m) puis bat son record personnel et national en qualifications des championnats du monde de Séville avec 8,06 m. Grâce à cette performance, il rentre en finale à 19 ans, mais termine 12e et dernier avec 7,62 m. En octobre, à Beyrouth, il glane l'or aux championnats panarabes (7,81 m).

### Premier titre de champion d'Asie (2000)
Des litiges entre son coach Messaoud Bouhouche et lui entraînent la fin de leur collaboration. Engagé par la Fédération Saoudienne, l'ex-triple sauteur roumain Bedros Bedrosian (finaliste européen et mondial en 1982 et 1983), prend la relève en février 2000. En avril, il remporte les Jeux du Golf au Koweït et porte son record personnel et national à 8,15 m. En août, il remporte à la surprise générale le titre des championnats d'Asie de Jakarta avec 8,33 m (+ 0,8 m/s), record national à nouveau. 8e au bilan mondial, le Saoudien a de réelles chances aux Jeux olympiques de Sydney. Mais, diminué par une sciatique causée par de longs vols d'avion entre Francfort et Jakarta, il ne passe pas le cap des qualifications aux Jeux et termine 18e (7,94 m).
En 2001, il prend part pour la première fois de sa vie à une compétition en salle et réalise 7,90 m pour sa première compétition, à Sindelfingen. Néanmoins, aux championnats du monde en salle de Lisbonne, il ne termine qu'à la 11e place avec 7,53 m, compétition remportée par le Cubain Iván Pedroso (8,43 m). Lors de la saison estivale, il saute 8,31 m (+ 0,6 m/s) à Doha et se classe 4e des bilans mondiaux de l'année. Durant la suite de la saison, il réalise 3 autres compétitions au-delà des 8 mètres : 8,08 m à Athènes, 8,10 m à Paris et 8,04 m à Oslo. Une semaine avant les championnats du monde d'Edmonton, al-Sabee se retrouve sans son entraîneur, bloqué par des problèmes de visa. Il parvient tout de même à se qualifier pour la finale avec la 12e et dernière place qualificative (7,83 m) et termine 10e (7,90 m). En fin de saison, il remporte la médaille de bronze des Goodwill Games (7,97 m) et des Jeux panarabes (7,86 m).

### Second (2002) et troisième (2003) titre de champion d'Asie
En 2002, son coach se volatilise après des vacances chez lui en Roumanie et ne revient plus. Il décide alors de rejoindre le groupe de l'Américain Darrell Smith. Son début de saison n'est pas celui espéré : aux championnats du Golfe, il doit se contenter de la médaille d'argent avec 7,90 m (vent trop fort), derrière son compatriote Mohamed Salman al-Khuwalidi (8,18 m), puis d'une 3e place aux Jeux d'Asie de l'Ouest (7,55 m). En juin, il se blesse au genou à l'occasion d'un stage en Roumanie et doit s'arrêter durant 3 semaines. Le 12 août, il réalise l'exploit de conserver son titre aux championnats d'Asie de Colombo en sautant 8,09 m, devançant les Chinois Cai Xiaobao (7,95 m) et Huang Le (7,91 m). 4e de la coupe du monde des nations de Madrid pour l'équipe d'Asie, il clôt sa saison par son premier titre aux Jeux asiatiques de Busan avec 8,14 m (+ 0,7 m/s), son meilleur résultat de la saison.
En 2003, il rejoint pour quelques mois le groupe de Mike Powell, détenteur du record du monde de la discipline. Après un début de saison marqué par une performance de 8,23 m à Carson, le Saoudien se blesse lors du Meeting de Madrid. Il parvient toutefois à participer aux championnats du monde de Paris et réalise le meilleur classement de sa carrière, avec une 5e place en finale (8,10 m). Après les mondiaux, il remporte les championnats panarabes avec 8,30 m (trop venté), avant de réaliser cette performance lors de l'inaugurable finale mondiale de l'athlétisme à Monaco, pour terminer 2e derrière le récent champion du monde Dwight Phillips, qui réalise 1 centimètre de mieux. 10 jours plus tard, al-Sabee entre dans l'histoire de l'athlétisme asiatique en remportant un troisième titre consécutif de champion d'Asie à Manille avec 8,23 m. Il termine la saison avec une 2e place aux Jeux mondiaux militaires de Catane (7,80 m) et par une victoire aux championnats du Golfe.

### Record national (2004) et présumée suspension pour dopage
Le 8 mai 2004 à Modesto, Hussein Taher al-Sabee établit un nouveau record d'Arabie Saoudite avec 8,35 m (+ 0,7 m/s). Deux semaines plus tard, il saute 8,41 m à Carson mais avec trop de vent. Il réalise un saut régulier à 8,22 m dans ce même concours. En juillet, il concourt à Lausanne et Linz et réalise respectivement 8,19 et 8,13 m. Alors second meilleur performeur mondial de l'année derrière l'Américain Dwight Phillips, le Saoudien se profile comme un des favoris pour une médaille aux Jeux olympiques d'Athènes. Mais il n'apparaît pas lors des Jeux et ni pendant de longs mois. Il aurait été suspendu par la Fédération Saoudienne à la suite d'un test antidopage positif en 2003. Mais la suspension n'aurait pas été transmise à l'IAAF, la fédération internationale, à la suite d'analyses irrégulières sur les échantillons. À la fin de 2005, il est ré-autorisé à concourir.
En 2006, il s'entraîne en début d'année seul en Arabie Saoudite et saute 8,00 m en mars puis 8,02 m en avril. En juin, il rejoint de nouveau Mike Powell pour se préparer mais subit une blessure au tendon. Celle-ci ne l'affecte pas trop dans sa préparation et al-Sabee remporte les sélections saoudiennes le 25 novembre pour les Jeux asiatiques de Doha, dont il est tenant du titre, avec 8,25 m. Son compatriote Mohamed Salman al-Khuwalidi, battu, n'est pas retenu malgré avoir battu le record national et record d'Asie à Sotteville-lès-Rouen avec 8,48 m en juillet. Le 9 décembre, aux Jeux asiatiques, al-Sabee défend son titre avec succès (8,02 m) et devance le Koweïtien Saleh al-Haddad (7,88 m) et son compatriote Ahmed Faiz bin Marzouq (7,85 m).
En 2007, sa fédération l'envoie de nouveau aux États-Unis pour se préparer, mais trop tard pour réaliser des compétitions. Le saoudien, désormais âgé de 27 ans, arrive aux championnats du monde d'Osaka sans compétition : il arrive tout de même à se qualifier pour la finale avec un saut à 8,01 m, mais termine avant-dernier (7,84 m) d'une finale dense. Ahmed Faiz bin Marzouq, autre saoudien en finale, termine 8e. En octobre, il remporte le titre des Jeux mondiaux militaires (8,04 m) et des Jeux asiatiques en salle (7,93 m). En novembre, il est battu par Mohamed Salman al-Khuwalidi aux Jeux panarabes du Caire, 8,18 m contre 8,10 m.

### Meilleure saison de sa carrière (2008) mais échec aux Jeux olympiques de Pékin
En 2008, il a pour nouveau coach l'Algérien Sahil Hamid, auteur de 2,14 m au saut en hauteur en 1978. Lors de la saison en salle, il se rend à ses premiers championnats d'Asie en salle, à Doha, et décroche la médaille de bronze avec un saut à 7,72 m derrière Mohamed Salman al-Khuwalidi (8,24 m, record d'Asie en salle) et Saleh al-Haddad (7,88 m, record national). Présent aux championnats du monde en salle de Valence, il quitte la compétition dès les qualifications (12e, 7,74 m). Début avril, il se rapproche de son record personnel en sautant 8,31 m (+ 1,5 m/s) aux championnats nationaux des clubs, mais doit subir la loi d'al-Khuwalidi, auteur de la meilleure performance mondiale de l'année avec 8,37 m (- 0,2 m/s). Il débute sur le circuit européen de la Golden League en battant à Berlin le champion du monde Irving Saladino, avec 8,21 m. Sa série de victoires continue à Oslo avec 8,19 m avant de terminer 3e à Rome avec 8,08 m et 2e à Paris avec 8,25 m. Ainsi favori pour une médaille aux Jeux olympiques de Pékin, comme en 2004, Hussein Taher al-Sabee ne gère pas la pression de la compétition et doit terminer à une décevante 11e place (7,80 m) lors de la finale olympique, sa pire prestation de l'année 2008. Il sera reclassé 10e quelques années plus tard à la suite de la disqualification pour dopage du Cubain Wilfredo Martínez, initialement 5e. Après les Jeux olympiques, le Saoudien s'impose lors du Weltklasse Zurich en égalant son record personnel de 8,35 m (+ 0,3 m). S'il ne remporte pas le jackpot de la Golden League (il faut gagner dans chaque meeting de l'année), le Saoudien s'impose au classement de son épreuve. En fin de saison, il termine 2e de la Finale mondiale de l'athlétisme de Stuttgart avec 8,13 m (+ 1,0 m/s), un centimètre derrière l'Australien Fabrice Lapierre, auteur de sa meilleure performance de la saison.
En 2009, il remporte à nouveau les championnats du Golfe avec 8,15 m. Plus en retrait qu'en 2008, il remporte néanmoins le Meeting de Madrid avec 8,26 m (trop venté) et 8,20 m (régulier), le 4 juillet. Sélectionné pour ses cinquièmes championnats du monde, à Berlin, al-Sabee ne se qualifie pas pour la finale pour la première fois, malgré un saut à 7,99 m. 8,01 m était suffisant pour se qualifier. En fin de saison, il participe aux Jeux asiatiques en salle d'Hanoi, où il est champion en titre, mais doit se contenter d'une malheureuse 4e place avec 7,68 m. Quelques semaines plus tard, il devient vice-champion d'Asie à Canton avec 7,96 m, derrière le Chinois Li Jinzhe (8,16 m).

### Retrait progressif des pistes
En mars 2010, il est éliminé dès les qualifications des championnats du monde en salle de Doha, avec une performance insuffisante de 7,56 m (21e). Cette même année, il ne parvient pas à dépasser la barrière des 8 mètres en plein air : sn meilleur saut, 7,96 m, est réalisé lors des Jeux asiatiques de Guangzhou, où, en tant que double-tenant du titre, il décroche la médaille de bronze derrière le Sud-coréen Kim Deok-hyeon (8,11 m) et le Chinois Su Xiongfeng (8,05 m).
En 2011, son seul résultat significatif est une médaille de bronze aux Jeux panarabes de Doha avec 7,59 m derrière Saleh al-Haddad (7,83 m) et Mohamed Difallah Gawy (7,81 m). Son meilleur saut de la saison si situe à 7,72 m, à Rio de Janeiro le 22 juillet.
En 2012, il échoue à se qualifier pour les Jeux olympiques de Londres. Il saute pour sa dernière chance 7,83 m (+ 1,1 m/s) à Bottrop en Allemagne. L'année suivante, il saute 7,99 m (vent trop fort) pour conquérir un nouveau titre aux championnats panarabes de Doha, son meilleur résultat depuis 2009. Aux championnats d'Asie de Pune, il est éliminé dès les qualifications (7,24 m). En 2014, il ne réalise que 7,48 m et en 2015, il réalise 7,60 m (+ 1,4 m/s) à Al-Qatif le 25 octobre.

## Études et vie privée
Il termine le lycée en 1997 et décide de faire des études pour devenir professeur de sport, mais ses notes scolaires sont insuffisantes pour suivre la formation. Pendant une semaine, il fréquente l'Université du Roi-Saoud mais abandonne après une semaine, l'établissement étant trop loin de chez lui (400 kilomètres) et ses études non-intéressantes. Après un essai dans des études médicales, il abandonne à nouveau et rejoint l'armée.
Il se marie en décembre 2008.

## Palmarès
| Date | Compétition                     | Lieu           | Résultat | Marque  |
| ---- | ------------------------------- | -------------- | -------- | ------- |
| 1997 | Championnats panarabes          | Taïf           | 1er      | 8,01 m  |
| 1999 | Jeux panarabes                  | Irbid          | 1er      | 7,93 m  |
| 1999 | Championnats du monde           | Séville        | 12e      | 7,62 m  |
| 1999 | Championnats panarabes          | Beyrouth       | 2e       | 7,81 m  |
| 2000 | Championnats d'Asie             | Djakarta       | 1er      | 8,33 m  |
| 2001 | Championnats du monde en salle  | Lisbonne       | 11e      | 7,53 m  |
| 2001 | Championnats du monde           | Edmonton       | 10e      | 7,90 m  |
| 2001 | Goodwill Games                  | Brisbane       | 3e       | 7,97 m  |
| 2001 | Jeux panarabes                  | Damas          | 3e       | 7,93 m  |
| 2002 | Jeux d'Asie de l'Ouest          | Koweït City    | 3e       | 7,55 m  |
| 2002 | Championnats d'Asie             | Colombo        | 1er      | 8,09 m  |
| 2002 | Coupe du monde des nations      | Madrid         | 4e       | 7,92 m  |
| 2002 | Jeux asiatiques                 | Pusan          | 1er      | 8,14 m  |
| 2003 | Championnats du monde           | Saint-Denis    | 5e       | 8,10 m  |
| 2003 | Championnats panarabes          | Amman          | 1er      | 8,30 m  |
| 2003 | Finale mondiale de l'athlétisme | Monaco         | 2e       | 8,30 m  |
| 2003 | Championnats d'Asie             | Manille        | 1er      | 8,23 m  |
| 2003 | Jeux mondiaux militaires        | Catane         | 2e       | 7,80 m  |
| 2005 | Jeux de la solidarité islamique | La Mecque      | 7e       | 7,50 m  |
| 2006 | Jeux asiatiques                 | Doha           | 1er      | 8,02 m  |
| 2007 | Championnats du monde           | Osaka          | 11e      | 7,84 m  |
| 2007 | Jeux mondiaux militaires        | Hyderabad      | 1er      | 8,04 m  |
| 2007 | Jeux asiatiques en salle        | Macao          | 1er      | 7,93 m  |
| 2007 | Jeux panarabes                  | Le Caire       | 2e       | 8,10 m  |
| 2008 | Championnats d'Asie en salle    | Doha           | 3e       | 7,72 m  |
| 2008 | Jeux olympiques                 | Pékin          | 10e      | 7,80 m  |
| 2008 | Golden League                   | Golden League  | 1er      | détails |
| 2008 | Finale mondiale de l'athlétisme | Stuttgart      | 2e       | 8,13 m  |
| 2009 | Jeux asiatiques en salle        | Hanoi          | 4e       | 7,68 m  |
| 2009 | Championnats d'Asie             | Guangzhou      | 2e       | 7,96 m  |
| 2010 | Jeux d'Asie de l'Ouest          | Alep           | 2e       | 7,91 m  |
| 2010 | Jeux asiatiques                 | Guangzhou      | 3e       | 7,96 m  |
| 2011 | Jeux mondiaux militaires        | Rio de Janeiro | 5e       | 7,72 m  |
| 2011 | Jeux panarabes                  | Doha           | 3e       | 7,59 m  |
| 2013 | Championnats panarabes          | Doha           | 1er      | 7,99 m  |

## Records
| Épreuve          | Épreuve   | Marque | Lieu           | Date                    |
| ---------------- | --------- | ------ | -------------- | ----------------------- |
| Saut en longueur | Plein air | 8,35 m | Modesto Zurich | 8 mai 2004 29 août 2008 |
| Saut en longueur | En salle  | 7,93 m | Macao          | 31 octobre 2007         |